# Cryptothelea macalisteri
Cryptothelea macalisteri är en fjärilsart som beskrevs av Macalister 1867. Cryptothelea macalisteri ingår i släktet Cryptothelea och familjen säckspinnare. Inga underarter finns listade i Catalogue of Life.